# Игра с карти
Играта с карти е игра, която се играе с традиционни или специфични карти за игра. 

## История
Различните игри с карти са започнали своето разпространение по света от Китай. Там още през 9 век по времето е придобила голяма популярност сред китайците.

## Тесте
Играта с карти се играе с тесте или колода карти, предназначени за конкретна игра, които са еднакви по размер и форма. Всяка карта има две страни – „лице“ и „гръб“. Гърбовете на картите в тестето са еднакви, а лицата на картите могат да бъдат различни или да се повтарят в зависимост от играта. И в двата случая картите се разпознават по тяхното лице. Комплектът от карти, който съставлява тестето е предварително известен на всички участници в играта.

## Раздаване
Раздаването се прави, както по часовниковата стрелка, така и обратно на нея. Ако не се споменава в правилата, тогава то е:
- по часовниковата стрелка за игрите от Северна Америка, Северна и Западна Европа и Русия
- обратно на часовниковата стрелка за игрите от Южна и Източна Европа, Азия, Южна Америка и Швейцария

Избира се играч да раздава. Този човек взима всички карти от тестето, подрежда ги в компактен куп и ги разбърква. Съществуват различни техники на разбъркване, като целта на всички е да се пренаредят картите в случаен ред. По време на разбъркването раздаващият държи тестето така, че той и другите играчи да не могат да виждат лицата на картите.
След разбъркването, раздаващият понякога предлага тестето на друг играч „да цепи“. Ако раздаването е по часовниковата стрелка, това е играчът отдясно, ако е обратно, това е играчът отляво. Поканата за цепене се прави, като се поставя тестето на масата с лицето надолу, близо до играча, който цепи, след което той вдига горната част на тестето и я поставя встрани с лицето надолу. След това останалата долна част на тестето се премества върху бившата горна.

## Наддаване
В много от игрите на карти присъства елементът наддаване – играчите се задължават да изпълнят т. нар. обява (анонс). Това например може да бъде:
- събиране на определен брой взятки (ръце);
- събиране на определен брой точки от карти и други премии (бонуси);
- събиране на строго определен (планиран) брой взятки;
- спечелване на играта с определен брой точки от взятки.

## Взятка
Взятка (ръка) – всеки участник изиграва по една от своите карти на масата. Взятката печели играчът, който е изиграл най-високата карта (или коз). Той събира картите и ги прибира при себе си с лицето надолу. Взятката често се предхожда от наддаване.